# 光嶋崇
光嶋 崇（こうしま たかし、1970年12月23日 - ）は、日本のアートディレクター、デザイナー、ウェブデザイナーである。

## 経歴
岡山県勝田郡勝央町出身。桑沢デザイン研究所卒業後、スペースシャワーTV、CISCO RECORDS、ナチュラルファウンデーションを経て、モチーフを設立。
映像制作、構成作家、音楽ライター、DJ、ドキュメンタリービデオ「さんピンCAMP」のディレクター。小沢健二のA Radio Show Named "SATURDAY" （1997年、J-WAVE）の構成作家。
かつてNITRO亀井（亀井雅文、スチャダラパー初期メンバー）やKING KUT CHANG（加藤丈文、後のかせきさいだぁ）とラップグループ「TONEPAYS」を組み活動していたこともある。兄はスチャダラパーのBOSE。

## 代表作

### 映像
- 『さんピンCAMP』（VHS/DVD:1996年7月7日）
- 渡辺俊美「夜の森」（PV:2012年06月11日）

### CD、DVDジャケット
- かせきさいだぁ『かせきさいだぁ≡』（CD:1995年10月）
- キリンジ「冬のオルカ」（CD:1997年11月1日）
- MURO『PAN RHYTHM:Flight No.11154』（CD:2000年8月23日）
- L.L. COOL J太郎（杉作J太郎）『L.L.Cool J太郎のI'm Badでいいかしら？』（CD:2001年11月）
- DREAMS COME TRUE『DCT CLIPS V1』（VHS/DVD:2001年12月5日）
- HOME MADE 家族『ROCK THE WORLD』（CD:2005年3月9日）

### ファッション関連
- LANVIN Collection Catalog 2005-2006（2005年）
- FILA City Collection Catalog（2005年）

### エディトリアル関連
- Warp Magazine Japan（2001年 - 2005年）
- nana.tv（2004年）
- タッキー&翼「クリスマスコンサート2006 “2wo you 4our you"」ツアーパンフレット（2006年12月17日 - 12月24日、2都市3日間6公演）
- NEWS「NEWS WINTER PARTY DIAMOND」ツアーパンフレット (2008年10月25日 - 2009年1月12日、10都市39公演）

### webデザイン関連
- 渡辺俊美オフィシャルサイト
- クボタタケシオフィシャルサイト